# Rullac-Saint-Cirq
Rullac-Saint-Cirq è un comune francese di 385 abitanti situato nel dipartimento dell'Aveyron nella regione dell'Occitania.

## Società

### Evoluzione demografica
Abitanti censiti